# Hatubou
Hatubou ist ein osttimoresischer Ort in der Aldeia Saburapo (Suco Atabae, Verwaltungsamt Atabae, Gemeinde Bobonaro). Er liegt in einer Meereshöhe von 71 m.
Die Aldeia Saburapo bildet im äußersten Südwesten eine schmale Zunge, die ein kleines Stück der Straße einnimmt, die entlang des Flusses Nunura verläuft. Dieser Ausläufer wird von der Aldeia Helesu umschlossen. In dem Ausläufer liegt Hatubou, zwischen den Orten Dirularan und Koilima, die zu Helesu gehören.